# Ludwig Ernst z Brunszwiku-Lüneburga-Bevern

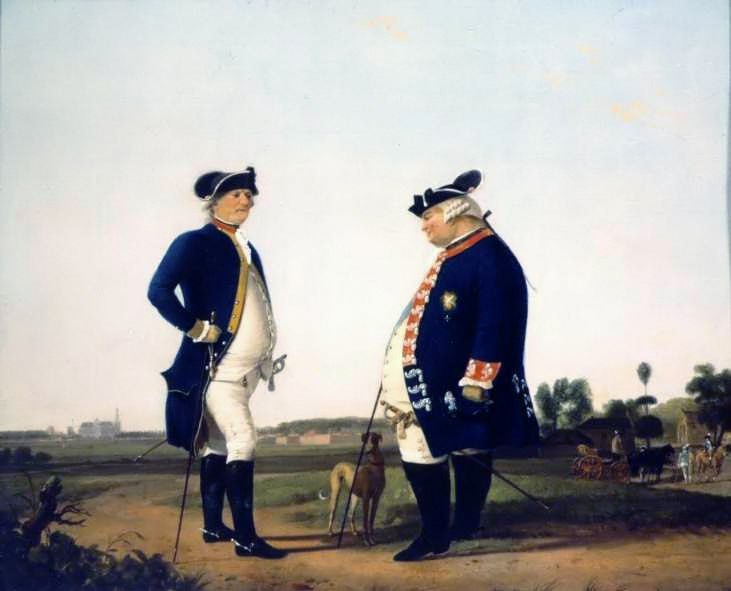
Ludwig Ernst z Brunszwiku-Lüneburga-Bevern i jego adiutant Robert Douglas

Ludwig Ernst z Brunszwiku-Lüneburga-Bevern (ur. 25 września 1718 w Wolfenbüttel, zm. 12 maja 1788 w Eisenach) – niemiecki arystokrata oraz austriacki, holenderski i niemiecki marszałek polny.

## Życiorys
Urodził się w rodzinie Ferdynanda Albrechta II, książę Brunszwiku. Od 1737 roku w służbie austriackiej. Walczył w wojnie przeciw Turkom do pokoju belgradzkiego (1739). Dzięki wpływom brata, Antoniego Ulryka  na dworze rosyjskim został wybrany w 1741 roku księciem Kurlandii, gdy stracił tam władzę Ernest Jan Biron. Cesarzowa Rosji Elżbieta Romanowa nie uznała jednak tego wyboru. W 1742 roku powrócił do Niemiec. Walczył w drugiej wojnie śląskiej, po jej zakończeniu pokojem w Akwizgranie w 1748 roku Wilhelm IV Orański zaprosił go do Holandii.
19 marca 1750 roku został mianowany na stopień marszałka polnego.
Mimo dowodzenia oddziałami holenderskimi książę zachował swe stanowiska jako feldmarszałka austriackiego i cesarskiego. Po śmierci Wilhelma IV w 1751 roku został kapitanem generalnym wojsk w Holandii i pełnił tę funkcję do 1766 roku. Od 1779 roku książę stał się celem pamfletów, pisanych przez tzw. frakcję patriotów, w tym:
- Jurjen Lankbein of de Mof Commis;
- De door Patricius verlichte Vaderlanders, 1779;
- Jaloursen Joseph;
- De Mof Meesterknegt, 1781;
- De Aristokraten, 1785;
- De Hertog van Wolffenbuttel;
- Het Politicq en Staatkundig Marionetten-Spel.

W 1784 roku książę musiał opuścić sprawowany urząd. W 1787 roku wojska pruskie wkroczyły do Holandii i obaliły wielkiego pensjonariusza Pietera van Bleiswijka, największego wroga księcia brunszwickiego.